# Phyllonorycter fabaceaella
Phyllonorycter fabaceaella là một loài bướm đêm thuộc họ Gracillariidae. Loài này có ở Tajikistan.
Ấu trùng ăn Lathyrus species. Chúng có thể ăn lá nơi chúng làm tổ.